# Viera Němejcová-Pavúková
Viera Němejcová-Pavúková (* 9. März 1937 in Bratislava; † 7. April 1997 ebenda) war eine slowakische Prähistorikerin.
Viera Němejcová-Pavúková studierte an der Comenius-Universität Bratislava Archäologie. Nach dem Abschluss war sie zunächst kurzzeitig am städtischen Museum beschäftigt, wechselte aber 1961 an die Slowakische Akademie der Wissenschaften, damals das Zentrum der wissenschaftlichen Forschung im slowakischen Teil der Tschechoslowakei. Als Mitarbeiterin der Akademie leitete sie mehrere bedeutende Ausgrabungen an Fundstätten der Badener und Lengyel-Kultur. Die Grabungen waren der Ausgangspunkt für Němejcová-Pavúkovás bedeutendste Arbeiten zum slowakischen Äneolithikum. 1992 erfolgte die Berufung auf eine Professur der Comenius-Universität. Fünf Jahre später verstarb sie überraschend nach kurzer, schwerer Krankheit.
Němejcová-Pavúková galt als herausragende Kennerin des slowakischen Neolithikum und Äneolithikum und durch ihre internationale Vernetzung auch über die Grenzen der Slowakei hinaus.
Sie war mit dem Archäologen und Hochschullehrer Juraj Pavúk verheiratet. 